# Liga Mundial de Voleibol de 2008
A Liga Mundial de 2008 foi a 19ª edição do torneio anual de voleibol masculino promovido pela Federação Internacional de Voleibol (FIVB).

## Fórmula de disputa
Com a mesma fórmula de disputa dos últimos anos, as dezesseis equipes participantes foram divididas em quatro grupos de quatro na fase intercontinental entre 13 de junho e 20 de julho. A fase final foi realizada no Brasil entre 23 e 27 de julho de 2008.

## Equipes participantes
Quatorze das dezesseis equipes participantes da edição de 2007 foram confirmadas para a edição 2008. A Argentina não apresentou o contrato televisivo e sua vaga foi herdada pela Espanha, que voltou a disputar a Liga Mundial após três anos de ausência.
Em 23 de janeiro de 2008 a FIVB comunicou a desistência do Canadá por motivos econômicos e abriu candidatura para as federações nacionais interessadas em inscrever uma equipe para ocupar a vaga remanescente. A Venezuela foi anuciada como substituta e integrou o grupo A ao lado de Brasil, França e Sérvia.
| Grupo A                                | Grupo B                                  | Grupo C                                           | Grupo D                           |
| -------------------------------------- | ---------------------------------------- | ------------------------------------------------- | --------------------------------- |
| Brasil · França · Sérvia · Venezuela · | Rússia · Cuba · Coreia do Sul · Itália · | Estados Unidos · Bulgária · Espanha · Finlândia · | Polónia · Japão · China · Egito · |

## Fase intercontinental

### Grupo A
| Pos | Equipe    | Pts | J  | V  | D  | PP    | PC    | PA    | SP | SC | SA    |
| --- | --------- | --- | -- | -- | -- | ----- | ----- | ----- | -- | -- | ----- |
| 1   | Brasil    | 22  | 12 | 10 | 2  | 1,119 | 1,003 | 1,116 | 34 | 14 | 2,429 |
| 2   | Sérvia    | 19  | 12 | 7  | 5  | 1,078 | 1,078 | 1,028 | 29 | 21 | 1,381 |
| 3   | França    | 18  | 12 | 6  | 6  | 1,020 | 1,041 | 0,980 | 21 | 25 | 0,840 |
| 4   | Venezuela | 13  | 12 | 1  | 11 | 937   | 1,062 | 0,882 | 10 | 34 | 0,294 |

PTS - pontos, J - jogos, V - vitórias, D - derrotas, PP - pontos pró, PC - pontos contra, PA - pontos average, SP - sets pró, SC - sets contra, SA - sets average
| Data  | Jogo      | Jogo | Jogo      | Parciais | Parciais | Parciais | Parciais | Parciais | Cidade         |
| Data  | Jogo      | Jogo | Jogo      | 1        | 2        | 3        | 4        | 5        | Cidade         |
| ----- | --------- | ---- | --------- | -------- | -------- | -------- | -------- | -------- | -------------- |
| 14/06 | Brasil    | 3-2  | Sérvia    | 22-25    | 25-23    | 25-18    | 23-25    | 15-11    | São Paulo      |
| 14/06 | Venezuela | 2-3  | França    | 23-25    | 25-23    | 20-25    | 25-23    | 11-15    | Caracas        |
| 15/06 | Brasil    | 3-2  | Sérvia    | 23-25    | 25-19    | 24-26    | 25-23    | 15-11    | São Paulo      |
| 15/06 | Venezuela | 0-3  | França    | 22-25    | 19-25    | 25-27    | -        | -        | Caracas        |
| 20/06 | França    | 3-2  | Brasil    | 25-22    | 23-25    | 25-23    | 22-25    | 15-13    | Paris          |
| 21/06 | Venezuela | 3-1  | Sérvia    | 25-20    | 19-25    | 25-23    | 25-22    | -        | Caracas        |
| 21/06 | França    | 0-3  | Brasil    | 29-31    | 21-25    | 17-25    | -        | -        | Paris          |
| 22/06 | Venezuela | 0-3  | Sérvia    | 21-25    | 21-25    | 18-25    | -        | -        | Caracas        |
| 27/06 | França    | 3-1  | Sérvia    | 17-25    | 25-20    | 25-23    | 25-20    | -        | Lyon           |
| 28/06 | França    | 0-3  | Sérvia    | 20-25    | 31-33    | 19-25    | -        | -        | Lyon           |
| 28/06 | Venezuela | 1-3  | Brasil    | 25-16    | 22-25    | 21-25    | 19-25    | -        | Caracas        |
| 29/06 | Venezuela | 1-3  | Brasil    | 25-23    | 29-31    | 13-25    | 20-25    | -        | Caracas        |
| 4/07  | Sérvia    | 2-3  | Brasil    | 25-17    | 25-21    | 21-25    | 21-25    | 8-15     | Belgrado       |
| 4/07  | França    | 3-1  | Venezuela | 25-23    | 25-13    | 20-25    | 25-18    | -        | Toulouse       |
| 5/07  | França    | 3-1  | Venezuela | 25-20    | 20-25    | 25-20    | 25-22    | -        | Toulouse       |
| 6/07  | Sérvia    | 3-2  | Brasil    | 20-25    | 18-25    | 25-23    | 25-20    | 15-11    | Novi Sad       |
| 11/07 | Sérvia    | 3-0  | Venezuela | 25-22    | 25-23    | 25-16    | -        | -        | Belgrado       |
| 12/07 | Brasil    | 3-0  | França    | 25-22    | 25-17    | 27-25    | -        | -        | Belo Horizonte |
| 13/07 | Brasil    | 3-0  | França    | 25-17    | 25-21    | 25-19    | -        | -        | Belo Horizonte |
| 13/07 | Sérvia    | 3-1  | Venezuela | 18-25    | 25-20    | 27-25    | 25-20    | -        | Nish           |
| 18/07 | Brasil    | 3-0  | Venezuela | 25-23    | 25-16    | 29-27    | -        | -        | Goiânia        |
| 18/07 | Sérvia    | 3-2  | França    | 23-25    | 18-25    | 25-21    | 25-19    | 15-8     | Nish           |
| 19/07 | Brasil    | 3-0  | Venezuela | 25-19    | 25-20    | 25-17    | -        | -        | Goiânia        |
| 19/07 | Sérvia    | 3-1  | França    | 25-20    | 25-22    | 12-25    | 25-17    | -        | Nish           |

### Grupo B
| Pos | Equipe        | Pts | J  | V  | D  | PP    | PC    | PA    | SP | SC | SA    |
| --- | ------------- | --- | -- | -- | -- | ----- | ----- | ----- | -- | -- | ----- |
| 1   | Rússia        | 22  | 12 | 10 | 2  | 1,173 | 1,110 | 1,057 | 33 | 17 | 1,941 |
| 2   | Itália        | 20  | 12 | 8  | 4  | 1,220 | 1,177 | 1,037 | 30 | 22 | 1,364 |
| 3   | Cuba          | 17  | 12 | 5  | 7  | 1,093 | 1,094 | 0,999 | 21 | 27 | 0,778 |
| 4   | Coreia do Sul | 13  | 12 | 1  | 11 | 1,097 | 1,202 | 0,913 | 17 | 35 | 0,486 |

PTS - pontos, J - jogos, V - vitórias, D - derrotas, PP - pontos pró, PC - pontos contra, PA - pontos average, SP - sets pró, SC - sets contra, SA - sets average
| Data  | Jogo          | Jogo | Jogo          | Parciais | Parciais | Parciais | Parciais | Parciais | Cidade          |
| Data  | Jogo          | Jogo | Jogo          | 1        | 2        | 3        | 4        | 5        | Cidade          |
| ----- | ------------- | ---- | ------------- | -------- | -------- | -------- | -------- | -------- | --------------- |
| 13/06 | Cuba          | 3-2  | Itália        | 25-22    | 31-33    | 25-20    | 22-25    | 17-15    | Havana          |
| 14/06 | Coréia do Sul | 2-3  | Rússia        | 29-31    | 25-16    | 25-18    | 23-25    | 14-16    | Suwon           |
| 14/06 | Cuba          | 1-3  | Itália        | 24-26    | 27-29    | 26-24    | 20-25    | -        | Havana          |
| 15/06 | Coréia do Sul | 1-3  | Rússia        | 25-22    | 19-25    | 22-25    | 21-25    | -        | Suwon           |
| 20/06 | Cuba          | 1-3  | Rússia        | 25-21    | 21-25    | 20-25    | 21-25    | -        | Havana          |
| 21/06 | Coréia do Sul | 2-3  | Itália        | 25-23    | 21-25    | 25-22    | 17-25    | 11-15    | Ulsan           |
| 21/06 | Cuba          | 0-3  | Rússia        | 17-25    | 21-25    | 22-25    | -        | -        | Havana          |
| 22/06 | Coréia do Sul | 2-3  | Itália        | 25-23    | 25-22    | 15-25    | 19-25    | 9-15     | Ulsan           |
| 26/06 | Itália        | 3-1  | Rússia        | 27-25    | 25-23    | 24-26    | 25-21    | -        | Florença        |
| 27/06 | Cuba          | 3-1  | Coréia do Sul | 25-13    | 23-25    | 25-22    | 25-15    | -        | Havana          |
| 28/06 | Cuba          | 3-0  | Coréia do Sul | 25-22    | 25-23    | 25-19    | -        | -        | Havana          |
| 28/06 | Itália        | 1-3  | Rússia        | 24-26    | 25-19    | 22-25    | 20-25    | -        | Roma            |
| 4/07  | Rússia        | 3-1  | Cuba          | 25-21    | 25-22    | 22-25    | 25-22    | -        | Kazan           |
| 4/07  | Itália        | 3-1  | Coréia do Sul | 22-25    | 28-26    | 25-20    | 25-23    | -        | Trieste         |
| 5/07  | Rússia        | 3-1  | Cuba          | 25-17    | 18-25    | 25-20    | 25-20    | -        | Kazan           |
| 5/07  | Itália        | 3-1  | Coréia do Sul | 23-25    | 25-20    | 25-22    | 25-22    | -        | Trieste         |
| 11/07 | Rússia        | 3-1  | Itália        | 25-27    | 25-21    | 25-22    | 25-20    | -        | Kazan           |
| 12/07 | Coréia do Sul | 1-3  | Cuba          | 25-21    | 23-25    | 18-25    | 19-25    | -        | Jeonju          |
| 12/07 | Rússia        | 3-2  | Itália        | 25-20    | 24-26    | 27-29    | 25-22    | 15-12    | Kazan           |
| 13/07 | Coréia do Sul | 2-3  | Cuba          | 16-25    | 25-22    | 25-22    | 20-25    | 12-15    | Jeonju          |
| 18/07 | Rússia        | 3-1  | Coréia do Sul | 22-25    | 25-23    | 25-23    | 26-24    | -        | Khanty-Mansiysk |
| 18/07 | Itália        | 3-1  | Cuba          | 21-25    | 25-23    | 25-21    | 25-21    | -        | Torino          |
| 19/07 | Rússia        | 2-3  | Coréia do Sul | 25-20    | 25-17    | 19-25    | 23-25    | 13-15    | Khanty-Mansiysk |
| 20/07 | Itália        | 3-1  | Cuba          | 25-20    | 21-25    | 25-21    | 25-23    | -        | Monza           |

### Grupo C
| Pos | Equipe         | Pts | J  | V | D | PP    | PC    | PA    | SP | SC | SA    |
| --- | -------------- | --- | -- | - | - | ----- | ----- | ----- | -- | -- | ----- |
| 1   | Estados Unidos | 21  | 12 | 9 | 3 | 1,105 | 982   | 1,125 | 32 | 15 | 2,133 |
| 2   | Bulgária       | 20  | 12 | 8 | 4 | 1,122 | 1,105 | 1,015 | 29 | 21 | 1,381 |
| 3   | Finlândia      | 16  | 12 | 4 | 8 | 1,057 | 1,129 | 0,936 | 19 | 30 | 0,633 |
| 4   | Espanha        | 15  | 12 | 3 | 9 | 1,030 | 1,098 | 0,938 | 17 | 31 | 0,548 |

PTS - pontos, J - jogos, V - vitórias, D - derrotas, PP - pontos pró, PC - pontos contra, PA - pontos average, SP - sets pró, SC - sets contra, SA - sets average
| Data  | Jogo           | Jogo | Jogo           | Parciais | Parciais | Parciais | Parciais | Parciais | Cidade          |
| Data  | Jogo           | Jogo | Jogo           | 1        | 2        | 3        | 4        | 5        | Cidade          |
| ----- | -------------- | ---- | -------------- | -------- | -------- | -------- | -------- | -------- | --------------- |
| 13/06 | Finlândia      | 1-3  | Estados Unidos | 18-25    | 19-25    | 25-23    | 20-25    | -        | Espoo           |
| 14/06 | Bulgária       | 3-0  | Espanha        | 33-31    | 25-19    | 25-17    | -        | -        | Varna           |
| 14/06 | Finlândia      | 0-3  | Estados Unidos | 20-25    | 19-25    | 16-25    | -        | -        | Espoo           |
| 15/06 | Bulgária       | 3-1  | Espanha        | 19-25    | 25-18    | 25-22    | 25-13    | -        | Varna           |
| 20/06 | Estados Unidos | 3-0  | Bulgária       | 25-23    | 25-16    | 25-16    | -        | -        | Hoffman Estates |
| 20/06 | Espanha        | 3-2  | Finlândia      | 21-25    | 19-25    | 25-19    | 25-20    | 15-10    | Valladolid      |
| 21/06 | Estados Unidos | 2-3  | Bulgária       | 25-12    | 16-25    | 20-25    | 25-12    | 13-15    | Hoffman Estates |
| 22/06 | Espanha        | 3-1  | Finlândia      | 25-18    | 26-24    | 21-25    | 25-22    | -        | Valladolid      |
| 27/06 | Espanha        | 3-1  | Bulgária       | 25-16    | 18-25    | 25-21    | 25-16    | -        | Madrid          |
| 27/06 | Estados Unidos | 3-1  | Finlândia      | 25-20    | 21-25    | 25-17    | 25-20    | -        | Green Bay       |
| 28/06 | Estados Unidos | 3-1  | Finlândia      | 25-17    | 22-25    | 25-18    | 25-18    | -        | Green Bay       |
| 29/06 | Espanha        | 2-3  | Bulgária       | 25-17    | 27-29    | 25-15    | 23-25    | 10-15    | Madrid          |
| 4/07  | Finlândia      | 0-3  | Bulgária       | 26-28    | 28-30    | 19-25    | -        | -        | Tampere         |
| 4/07  | Espanha        | 2-3  | Estados Unidos | 23-25    | 22-25    | 31-29    | 25-20    | 16-18    | Madrid          |
| 5/07  | Finlândia      | 3-2  | Bulgária       | 22-25    | 17-25    | 25-22    | 25-21    | 17-15    | Tampere         |
| 6/07  | Espanha        | 0-3  | Estados Unidos | 19-25    | 19-25    | 23-25    | -        | -        | Madrid          |
| 11/07 | Estados Unidos | 3-0  | Espanha        | 25-19    | 25-23    | 27-25    | -        | -        | Bloomington     |
| 12/07 | Bulgária       | 2-3  | Finlândia      | 28-30    | 25-18    | 23-25    | 29-27    | 15-17    | Varna           |
| 12/07 | Estados Unidos | 3-1  | Espanha        | 24-26    | 25-22    | 25-13    | 25-18    | -        | Bloomington     |
| 13/07 | Bulgária       | 3-1  | Finlândia      | 26-24    | 25-19    | 18-25    | 25-22    | -        | Varna           |
| 18/07 | Bulgária       | 3-2  | Estados Unidos | 25-22    | 24-26    | 25-16    | 23-25    | 15-10    | Varna           |
| 18/07 | Finlândia      | 3-2  | Espanha        | 25-21    | 23-25    | 23-25    | 25-23    | 15-11    | Tampere         |
| 19/07 | Bulgária       | 3-1  | Estados Unidos | 25-20    | 20-25    | 25-20    | 35-33    | -        | Varna           |
| 19/07 | Finlândia      | 3-0  | Espanha        | 25-17    | 25-15    | 25-19    | -        | -        | Tampere         |

### Grupo D
| Pos | Equipe  | Pts | J  | V | D | PP    | PC    | PA    | SP | SC | SA    |
| --- | ------- | --- | -- | - | - | ----- | ----- | ----- | -- | -- | ----- |
| 1   | Polónia | 21  | 12 | 9 | 3 | 1,124 | 1,033 | 1,088 | 32 | 17 | 1,882 |
| 2   | China   | 18  | 12 | 6 | 6 | 1,058 | 1,067 | 0,992 | 24 | 23 | 1,043 |
| 3   | Japão   | 16  | 12 | 5 | 7 | 1,108 | 1,150 | 0,963 | 22 | 28 | 0,786 |
| 4   | Egito   | 16  | 12 | 4 | 8 | 1,020 | 1,060 | 0,962 | 18 | 28 | 0,643 |

PTS - pontos, J - jogos, V - vitórias, D - derrotas, PP - pontos pró, PC - pontos contra, PA - pontos average, SP - sets pró, SC - sets contra, SA - sets average
| Data  | Jogo    | Jogo | Jogo    | Parciais | Parciais | Parciais | Parciais | Parciais | Cidade     |
| Data  | Jogo    | Jogo | Jogo    | 1        | 2        | 3        | 4        | 5        | Cidade     |
| ----- | ------- | ---- | ------- | -------- | -------- | -------- | -------- | -------- | ---------- |
| 13/06 | Egito   | 3-2  | Polônia | 25-19    | 14-25    | 22-25    | 25-22    | 15-12    | Alexandria |
| 14/06 | China   | 2-3  | Japão   | 31-29    | 22-25    | 20-25    | 31-29    | 9-15     | Hangzhou   |
| 14/06 | Egito   | 1-3  | Polônia | 20-25    | 25-13    | 17-25    | 21-25    | -        | Alexandria |
| 15/06 | China   | 3-2  | Japão   | 22-25    | 25-16    | 25-19    | 22-25    | 15-12    | Hangzhou   |
| 20/06 | Egito   | 3-1  | Japão   | 30-32    | 25-21    | 25-22    | 25-21    | -        | Alexandria |
| 21/06 | China   | 3-1  | Polônia | 26-24    | 25-21    | 22-25    | 25-18    | -        | Hangzhou   |
| 21/06 | Egito   | 3-1  | Japão   | 21-25    | 26-24    | 25-18    | 25-21    | -        | Alexandria |
| 22/06 | China   | 2-3  | Polônia | 26-24    | 15-25    | 25-22    | 19-25    | 12-15    | Hangzhou   |
| 28/06 | Japão   | 0-3  | Polônia | 14-25    | 12-25    | 22-25    | -        | -        | Tóquio     |
| 28/06 | China   | 3-1  | Egito   | 25-22    | 25-19    | 20-25    | 25-23    | -        | Hangzhou   |
| 29/06 | Japão   | 3-2  | Polônia | 29-31    | 18-25    | 25-19    | 25-21    | 15-11    | Tóquio     |
| 29/06 | China   | 3-0  | Egito   | 25-21    | 26-24    | 25-19    | -        | -        | Hangzhou   |
| 4/07  | Polônia | 3-1  | China   | 25-20    | 20-25    | 25-23    | 25-23    | -        | Katowice   |
| 5/07  | Japão   | 3-2  | Egito   | 25-19    | 25-22    | 27-29    | 24-26    | 15-10    | Komaki     |
| 5/07  | Polônia | 3-1  | China   | 25-22    | 19-25    | 25-21    | 25-23    | -        | Katowice   |
| 6/07  | Japão   | 3-1  | Egito   | 26-24    | 20-25    | 25-20    | 25-20    | -        | Komaki     |
| 11/07 | Egito   | 0-3  | China   | 18-25    | 21-25    | 23-25    | -        | -        | Cairo      |
| 11/07 | Polônia | 3-1  | Japão   | 21-25    | 25-23    | 25-18    | 25-18    | -        | Lodz       |
| 12/07 | Egito   | 3-0  | China   | 25-15    | 25-22    | 25-17    | -        | -        | Cairo      |
| 12/07 | Polônia | 3-1  | Japão   | 25-14    | 25-23    | 19-25    | 25-17    | -        | Lodz       |
| 18/07 | Polônia | 3-0  | Egito   | 25-21    | 25-21    | 25-16    | -        | -        | Poznan     |
| 19/07 | Japão   | 3-0  | China   | 26-24    | 25-20    | 25-13    | -        | -        | Osaka      |
| 19/07 | Polônia | 3-1  | Egito   | 25-20    | 25-23    | 23-25    | 25-23    | -        | Bydgoszcz  |
| 20/07 | Japão   | 1-3  | China   | 20-25    | 21-25    | 29-27    | 23-25    | -        | Osaka      |

## Fase final
A fase final da Liga seria disputada na Itália, mas como a federação local não assegurou os direitos de transmissão televisiva (obrigatório para a disputa), o conselho da FIVB decidiu que o Brasil sediaria a instância decisiva entre 23 e 27 de julho de 2008 na cidade do Rio de Janeiro.
Os campeões de cada grupo da fase intercontinental (4), o país sede da fase final (Brasil) e mais um time convidado pela FIVB (selecionado entre os vice-campeões dos grupos) formaram as seis equipes que disputaram essa fase.
As equipes foram divididas em dois grupos, com as duas primeiras de cada grupo avançando para as semifinais, de onde saíram os dois finalistas da liga. As equipes restantes disputaram o 5º lugar.

### Países classificados
| País           | Classificação                                |
| -------------- | -------------------------------------------- |
| Brasil         | País-sede da fase final e Campeão do Grupo A |
| Sérvia         | Vice-campeão do Grupo A                      |
| Rússia         | Campeão do Grupo B                           |
| Estados Unidos | Campeão do Grupo C                           |
| Polônia        | Campeão do Grupo D                           |
| Japão          | Convidado pela FIVB                          |

### Grupo E
| Pos | Equipe | Pts | J | V | D | PP  | PC  | PA    | SP | SC | SA    |
| --- | ------ | --- | - | - | - | --- | --- | ----- | -- | -- | ----- |
| 1   | Brasil | 4   | 2 | 2 | 0 | 150 | 110 | 1,364 | 6  | 0  | MAX   |
| 2   | Rússia | 3   | 2 | 1 | 1 | 132 | 131 | 1,008 | 3  | 3  | 1,000 |
| 3   | Japão  | 2   | 2 | 0 | 2 | 110 | 151 | 0,728 | 0  | 6  | 0,000 |

PTS - pontos, J - jogos, V - vitórias, D - derrotas, PP - pontos pró, PC - pontos contra, PA - pontos average, SP - sets pró, SC - sets contra, SA - sets average
| Data  | Jogo   | Jogo | Jogo   | Parciais | Parciais | Parciais | Parciais | Parciais |
| Data  | Jogo   | Jogo | Jogo   | 1        | 2        | 3        | 4        | 5        |
| ----- | ------ | ---- | ------ | -------- | -------- | -------- | -------- | -------- |
| 23/07 | Rússia | 0-3  | Brasil | 23-25    | 18-25    | 15-25    | -        | -        |
| 24/07 | Japão  | 0-3  | Rússia | 14-25    | 24-26    | 18-25    | -        | -        |
| 25/07 | Brasil | 3-0  | Japão  | 25-16    | 25-23    | 25-15    | -        | -        |

### Grupo F
| Pos | Equipe         | Pts | J | V | D | PP  | PC  | PA    | SP | SC | SA    |
| --- | -------------- | --- | - | - | - | --- | --- | ----- | -- | -- | ----- |
| 1   | Sérvia         | 4   | 2 | 2 | 0 | 150 | 114 | 1,316 | 6  | 0  | MAX   |
| 2   | Estados Unidos | 3   | 2 | 1 | 1 | 168 | 182 | 0,923 | 3  | 5  | 0,600 |
| 3   | Polónia        | 2   | 2 | 0 | 2 | 162 | 184 | 0,880 | 2  | 6  | 0,333 |

PTS - pontos, J - jogos, V - vitórias, D - derrotas, PP - pontos pró, PC - pontos contra, PA - pontos average, SP - sets pró, SC - sets contra, SA - sets average
| Data  | Jogo           | Jogo | Jogo           | Parciais | Parciais | Parciais | Parciais | Parciais |
| Data  | Jogo           | Jogo | Jogo           | 1        | 2        | 3        | 4        | 5        |
| ----- | -------------- | ---- | -------------- | -------- | -------- | -------- | -------- | -------- |
| 23/07 | Sérvia         | 3-0  | Estados Unidos | 25-23    | 25-19    | 25-17    | -        | -        |
| 24/07 | Estados Unidos | 3-2  | Polônia        | 25-18    | 23-25    | 27-25    | 18-25    | 16-14    |
| 25/07 | Polônia        | 0-3  | Sérvia         | 16-25    | 18-25    | 21-25    | -        | -        |

### Semifinais
| Data  | Jogo   | Jogo | Jogo           | Parciais | Parciais | Parciais | Parciais | Parciais |
| Data  | Jogo   | Jogo | Jogo           | 1        | 2        | 3        | 4        | 5        |
| ----- | ------ | ---- | -------------- | -------- | -------- | -------- | -------- | -------- |
| 26/07 | Brasil | 0-3  | Estados Unidos | 23-25    | 22-25    | 25-27    | -        | -        |
| 26/07 | Sérvia | 3-0  | Rússia         | 25-19    | 25-19    | 25-23    | -        | -        |

### Disputa de 3º lugar
| Data  | Jogo   | Jogo | Jogo   | Parciais | Parciais | Parciais | Parciais | Parciais |
| Data  | Jogo   | Jogo | Jogo   | 1        | 2        | 3        | 4        | 5        |
| ----- | ------ | ---- | ------ | -------- | -------- | -------- | -------- | -------- |
| 27/07 | Brasil | 1-3  | Rússia | 23-25    | 19-25    | 25-23    | 19-25    | -        |

### Final
| Data  | Jogo           | Jogo | Jogo   | Parciais | Parciais | Parciais | Parciais | Parciais |
| Data  | Jogo           | Jogo | Jogo   | 1        | 2        | 3        | 4        | 5        |
| ----- | -------------- | ---- | ------ | -------- | -------- | -------- | -------- | -------- |
| 27/07 | Estados Unidos | 3-1  | Sérvia | 26-24    | 23-25    | 25-23    | 25-22    | -        |

## Classificação final
| 1 | 2 | 3 |
| Estados Unidos Lloy Ball · Sean Rooney · Evan Patak · David Lee · Richard Lambourne · Phillip Eatherton · Donald Suxho · William Priddy · Ryan Millar · Riley Salmon · Brook Billings · Thomas Hoff · Clayton Stanley · Kevin Hansen · Gabriel Gardner · Richard Taliaferro · Delano Thomas · Scott Touzinsky · Alfredo Reft · Técnico: Hugh McCutcheon | Sérvia Nikola Kovacevic · Dejan Bojovic · Bojan Janic · Vlado Petkovic · Konstantin Cupkovic · Dragan Stankovic · Marko Samardzic · Nikola Grbic · Milos Nikic · Mihajlo Mitic · Andrija Geric · Tomislav Dokic · Ivan Miljkovic · Sasa Starovic · Nemanja Petric · Dejan Radic · Marko Podrascanin · Nikola Rosic · Técnico: Ljubomir Travica | RússiaAlexander Korneev · Semen Poltavskiy · Alexander Kosarev · Pavel Kruglov · Pavel Abramov · Sergey Grankin · Alexey Cheremisin · Sergey Tetyukhin · Vadim Khamuttskikh · Yury Berezhko · Oleg Samsonychev · Dmitry Krasikov · Alexey Ostapenko · Andrey Egorchev · Alexander Volkov · Alexey Verbov · Maxim Mikhaylov · Alexey Kuleshov · Técnico: Vladimir Alekno |

| 4  | Brasil        |
| 5  | Japão         |
| 5  | Polónia       |
| 7  | Bulgária      |
| 7  | China         |
| 7  | Itália        |
| 10 | Cuba          |
| 10 | Finlândia     |
| 10 | França        |
| 13 | Egito         |
| 13 | Espanha       |
| 13 | Coreia do Sul |
| 13 | Venezuela     |

## Prêmios individuais
| MVP (Most Valuable Player) | Lloy Ball            | Estados Unidos |
| Melhor atacante            | Dante Amaral         | Brasil         |
| Melhor bloqueio            | Marko Podrascanin    | Sérvia         |
| Melhor saque               | Gilberto Godoy Filho | Brasil         |
| Melhor líbero              | Richard Lambourne    | Estados Unidos |
| Melhor levantador          | Lloy Ball            | Estados Unidos |
| Melhor pontuador           | Ivan Miljkovic       | Sérvia         |